# Phascolarctos cinereus
Il koala o coala (Phascolarctos cinereus; Goldfuss, 1817), detto anche fascolarto, è un mammifero marsupiale australiano, unico rappresentante vivente del genere Phascolarctos (de Blainville, 1816) e della famiglia Phascolarctidae (Owen, 1839), o marsupiali arrampicatori.

## Etimologia
Il nome scientifico deriva dal greco φάσκωλος (pháskōlos, marsupio) e ἄρκτος (árktos, orso) e dal latino cinereus, grigio. Il nome comune deriva dalla parola gula in lingua daruk, un dialetto australiano ormai estinto. È spesso ritenuto erroneamente che il vocabolo significhi "colui che non beve", in quanto i koala assumono liquidi quasi esclusivamente dalle foglie di eucalipto.

## Descrizione
Il koala ha grandi orecchie arrotondate e pelose, una grossa testa, occhi vivaci, muso largo e naso nudo e schiacciato. Ha una pelliccia di colore grigiastro con dei piccoli ciuffi sul petto di colore bianco: la parte superiore del corpo è di un colore grigiastro. Il pelo è lungo, morbido, lanoso e, per via della dieta, odora di eucalipto. Il corpo è tozzo e sprovvisto di coda, i piedi hanno cinque dita prensili, con artigli affilati che gli permettono di arrampicarsi sugli alberi, sui quali vive in piccoli gruppi. I koala sono noti per il loro stile di vita notturno e il loro lungo sonno diurno.

## Biologia

### Comportamento
Il koala passa quasi tutta la vita sugli alberi di eucalipto. Verso sera, in quanto arboricolo notturno, comincia il proprio pasto composto di foglioline e gemme di eucalipto, consumandone abitualmente circa mezzo chilo al giorno. Trascorre il resto del tempo sonnecchiando, incuneato saldamente nella biforcazione di un ramo. Occasionalmente scende a terra per cambiare albero o per favorire la digestione inghiottendo terra, corteccia e sassolini. La masticazione del koala è estremamente lunga, e l'animale non inghiotte le foglie e le gemme se non dopo averle ridotte a una pasta finissima con le proprie forti mandibole.
Il koala occupa una nicchia ecologica ben precisa, basando la propria alimentazione su un tipo di vegetale le cui foglie sono estremamente carenti in proteine e grassi, e ricche di fenoli e terpeni tossici per molte specie di animali. Una siffatta alimentazione non può che comportare un metabolismo molto basso anche per un mammifero: il koala rimane immobile per 18-19 ore al giorno, gran parte delle quali passate dormendo. Nel periodo della riproduzione il tempo rimanente lo passa ad accoppiarsi.
Per digerire le foglie, l'apparato digerente del koala dispone di un fegato capace di disattivarne le tossine e di un intestino adatto a trarre quanto più nutrimento dalla poverissima dieta, anche grazie a un tratto, il cieco, che in questi animali è inusualmente ampio. Agli eucalipti essi devono il loro caratteristico profumo balsamico. Gli oli essenziali che si trovano su tali alberi ne impregnano il morbido pelo, fungendo da protezione contro i parassiti.
Inoltre il koala possiede una pelliccia idrofobica, che permette all'acqua di scivolargli addosso; questo gli permette di rimanere sugli alberi anche quando piove.
Nonostante tendano generalmente ad evitare combattimenti a causa del dispendio energetico, i koala possono diventare aggressivi in determinate circostanze. Essendo animali territoriali, il loro comportamento agonistico consiste tipicamente in litigi tra individui che cercano di sorpassarsi a vicenda sopra un albero, portando occasionalmente a lotte, morsi e inseguimenti tra contendenti. In situazioni estreme, un maschio più grande può anche cercare di allontanare un rivale più piccolo da un albero, e in caso di successo il vincitore urla e marchia la suddetta pianta. Le femmine incinte e in allattamento sono particolarmente aggressive e possono attaccare gli individui che si avvicinano troppo.

### Alimentazione
Come precedentemente detto, la dieta del koala adulto si basa fondamentalmente sul consumo di foglioline e gemme di eucalipto che sarebbero delle bacche, da cui traggono nutrimento e acqua, ma essendo questa una tipologia di pianta potenzialmente tossica per molti mammiferi, i koala devono ricorrere al metabolismo di determinati microorganismi per poterla digerire. Essi infatti di per sé non possono assimilare la cellulosa che si trova nell'albero; per questo, si servono di alcuni microorganismi che digeriscono la cellulosa, i quali popolano densamente il punto di convergenza tra l'intestino crasso e quello tenue, il cieco, che ne è l'estensione posteriore.
L'intestino cieco è la parte più interessante del sistema digestivo dei koala. Questo segmento funziona come una camera di fermentazione in cui i microbi digeriscono la cellulosa mentre il passaggio delle foglie viene ritardato. In tal modo il koala può neutralizzare gli effetti venefici dell'olio contenuto nelle foglie di eucalipto.
Il cucciolo di koala invece non possedendo alla nascita una flora intestinale in grado di digerire la cellulosa, sviluppa i batteri necessari alla digestione delle foglie solamente attraverso la coprofagia. Essi infatti, inizialmente mangiano solamente le feci della madre per ottenere i batteri necessari alla digestione dell'eucalipto.

### Riproduzione
L'accoppiamento avviene tra dicembre e marzo (estate australe), e le femmine partoriscono un solo cucciolo, due in casi eccezionali, poiché nel marsupio vi sono solamente due capezzoli. La gestazione varia dai 25 ai 30 giorni. Al momento della nascita, il piccolo pesa circa 5 grammi ed è alto circa 2 centimetri; esce dal grembo per entrare nel marsupio, che a differenza degli altri marsupiali ha l'entrata rivolta verso il basso, e vi rimane per circa sei mesi nutrendosi solo di latte. In questo periodo crescono orecchie, occhi e pelo. Tra le 24 e le 30 settimane l'alimentazione viene integrata da una mistura di cibo predigerito, sotto forma di feci estremamente liquide, che il piccolo assume per sviluppare una flora batterica intestinale. I piccoli diventano indipendenti a circa un anno di età: prima di allora, vedono il mondo dalle spalle della madre, su cui vivono seguendola ovunque.
I koala raggiungono la maturità sessuale tra i tre e i quattro anni, e i maschi più forti si creano poi un piccolo harem.
La durata media della vita di un koala si aggira sui vent'anni.

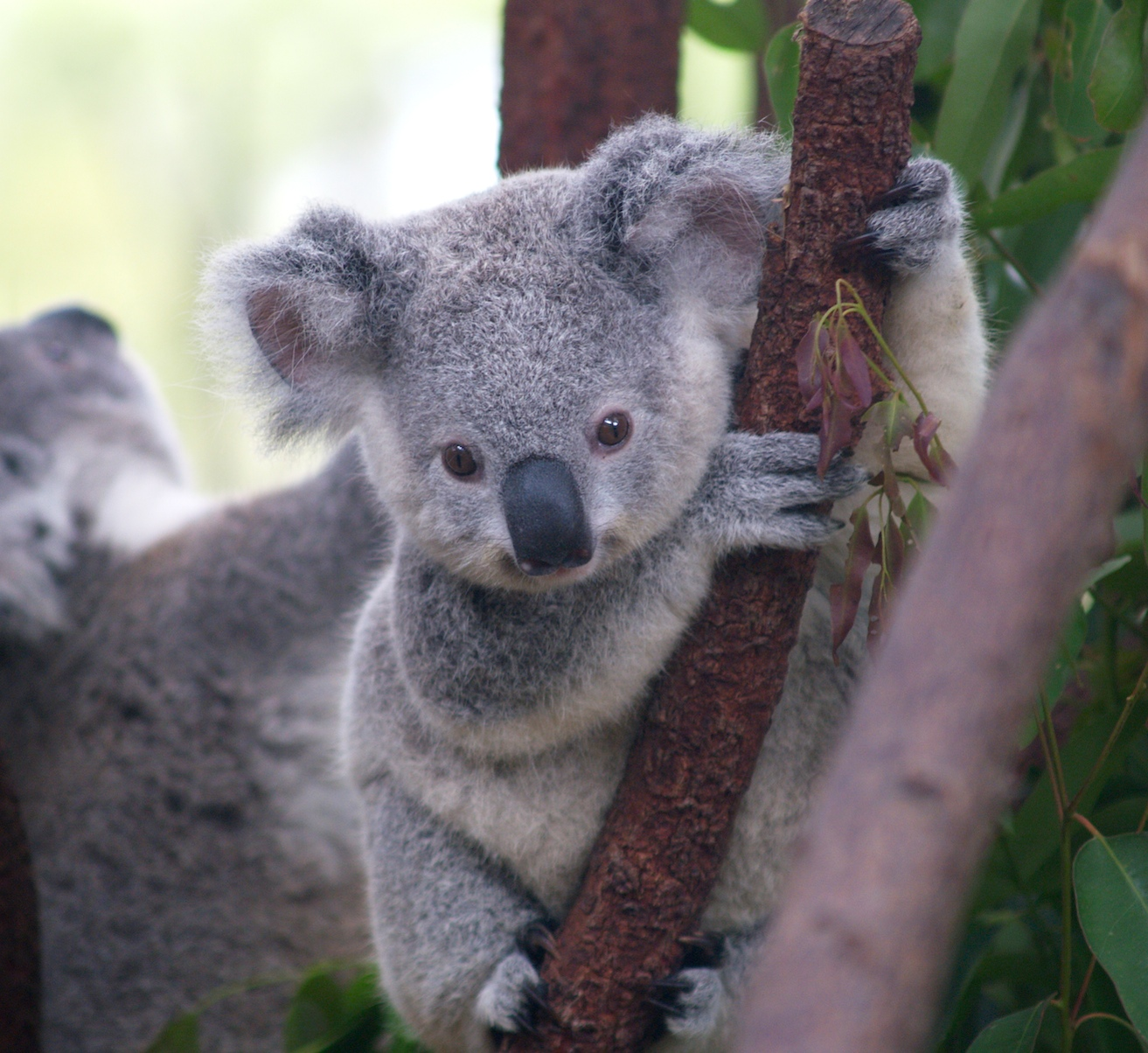
Un piccolo di koala che si arrampica su un albero, dove passerà molto tempo dormendo e mangiando foglie di eucalipto.

## Distribuzione e habitat
I koala si trovano principalmente lungo la costa orientale dell'Australia, da Adelaide fino alla base della Penisola di Capo York, e dove vi è abbastanza pioggia per sostenere foreste di eucalipto, unica fonte di sostentamento del koala.

## Evoluzione
Fossili di koala sono piuttosto rari, ma alcuni sono stati trovati in Australia settentrionale, risalenti al Miocene. Durante questa era, la metà settentrionale dell'Australia era una foresta tropicale. La dieta dei koala si specializzò in una di eucalipto quando, a causa dell'abbassamento delle temperature, le foreste tropicali furono sostituite da quelle di eucalipto. Alcuni fossili provano che fino a 50 000 anni fa koala giganti occupavano le regioni meridionali dell'Australia.
L'evoluzione della specie non è stata del tutto chiarita. È stato ipotizzato che il progenitore del koala fosse un marsupiale uso a scavare tane.
Il koala è uno dei pochissimi mammiferi, al di là dei primati, che sia dotato di impronte digitali. Le impronte digitali del koala sono sorprendentemente simili a quelle umane, e la struttura delle creste sull'epidermide delle mani del koala, anche al microscopio elettronico, risulta sostanzialmente indistinguibile da quella dei primati. Si tratta di un esempio straordinario e notevole di convergenza evolutiva.

## Conservazione
Secondo l'IUCN, lo stato di conservazione del koala oggi è vulnerabile.
I koala dell'Australia Meridionale furono sterminati durante la prima parte del XX secolo per la loro pelliccia, ma negli ultimi 60 anni la sospensione della caccia ha permesso un ripopolamento della colonia nella regione, con famiglie provenienti dallo Stato del Victoria.
Nell'aprile 2012 la specie è stata dichiarata "vulnerabile" dal Governo Federale australiano così come da quattro Stati rispetto ai cinque in cui è presente (nel Victoria è considerato non a rischio).
A causa principalmente della progressiva riduzione delle foreste di eucalipto, nel 2019 l'Australian Koala Foundation ha stimato, nel territorio australiano, una popolazione residua di circa 80 000 esemplari, dichiarando di "credere che i koala potrebbero essere funzionalmente estinti", ovvero non più in grado di svolgere un ruolo significativo nell'ecosistema e non più in grado di procreare adeguatamente in modo da mantenere una varietà genetica atta alla sopravvivenza della specie. Nello stesso comunicato del 10 maggio, la AKF si è rivolta alle autorità politiche australiane affinché prendano provvedimenti per salvaguardarne l'habitat. Le minacce principali per questa specie, oltre alle varie conseguenze del cambiamento climatico, gli incendi e la presenza di specie invasive, sono infatti lo sviluppo residenziale e commerciale, la deforestazione e il diffondersi di infrastrutture stradali e ferroviarie.
In Australia trattenere un koala come animale domestico è illegale.